# Сорийотей I
Сориотей I (кхмер. សុរិយោទ័យទី១), принц Шри Суриядая — правитель Ангкорской империи XIV века. Правил под именем Сурья-вамча Радхадираджа (кхмер. ស្រីសុរិយោទ័យ រាជាធិរាជ).

## Биография
Принц Сориотей был вторым сыном короля Ниппен Бата. Перед захватом Ангкора тайцами во главе Раматхибоди I ему удалось бежать из столицы с горсткой своих последователей и королевскими регалиями. Некоторое он укрывался в Лаосе, возглавлял отряды кхмерского ополчения, которые оказывали сопротивление сиамским войскам на оккупированной территории. Сориотей смог вернулся в Ангкор в 1357 году, изгнав оттуда сиамского короля Чау Комбанга, который правил там от имени своего отца Раматхибоди I. Сориотей был объявлен новым королем и правил под именем Сурья-вамча Радхадираджа.
Новый монарх сумел вытеснить сиамцев за пределы Кората и Прачинбури, а на востоке восстановил границу с Тямпой.
Вероятно, что Сориотей I — это король Хоу-ыль-на, который получил требования от первого минского императора подчиниться и немедленно уплативший дань.
В годы правления Сориотея I Камбоджа, которая была сильно разорена, на несколько лет вновь обрела мир. Сориотей I умер от болезни, а его племянник, — Баром Реамеа, — сын его старшего брата Лампонга Реатеи, был избран новым королем членами королевской семьи и высокопоставленными чиновниками.